# AAA (음반)
AAA는 대한민국의 음악 프로듀서 이휘민의 데뷔 정규 음반으로, 하이어 뮤직을 통해 2022년 4월 1일에 발매되었다. 한국 힙합 어워즈에서 올해의 힙합 앨범을 수상했다.

## 배경
휘민은 딩고 프리스타일과의 인터뷰에서 음반의 의미를 설명했다.
‘AAA’는 ‘Access All Area’라고 ‘에어리어’라는 레이블의 슬로건이고 콘서트 같은 거 할 때 ‘AAA’라는 명찰이 있는 사람은 어디든 다 갈 수 있어요. 대기실이든 사운드룸이든 어디든 다 갈 수 있는 뭔가 프리패스 같은 건데 저도 프로듀서를 하고 싶을 때는 프로듀서를 하고 비디오를 찍고 싶을 때는 비디오를 찍고 ‘그런 제한을 두지 않고 하겠다’는 느낌으로 만들었었던 앨범이었던 것 같아요.

## 발매
2022년 3월 30일에 하이어 뮤직은 인스타그램에 휘민의 전속 계약 만료 소식을 알리는 글을 올렸으나, 이는 만우절 장난으로 밝혀졌다. 4월 1일에는 음반의 곡 목록과 참여진이 공개되었다.

## 음악 및 가사
휘민은 "음울하고 거친 분위기"와 "해외 유행을 이식한 세련미"를 장착했다. "Moshpit Only"는 피에르 본식의 트랩 비트와 폴 블랑코의 "자신감 넘치는 랩"이 특징적이다.

## 평가
<리드머>의 황두하는 음반에 5점 만점에 3.5점을 주었다. 그는 휘민이 "준수한 완성도의 프로덕션과 폭넓은 게스트 기용으로 음악적 외연을 넓혔다"고 평했다. 또한 "커리어가 매너리즘에 빠질 수 있었던 순간을 영리하게 돌파했다"고 결론 내렸다.
<이즘>의 정수민도 5점 만점에 3.5점을 주었다. 그는 "시너지를 일으킬 모험적인 시도는 없었지만 스타와 신예, 국내와 해외를 결합한 영역 확장에는 성공했다"고 평했다.
<음악취향Y>의 평론가들은 "Yooooo"에 5점 만점에 3.5점을 주었다. 정병욱은 "외연과 내용이 맞물리거나 균형감이 좋지는 않으며, 신선한 플로우나 사운드가 존재하지도 않는다"고 평했다.

### 연말 목록
| 출판사   | 목록                              | 순위              | 각주  |
| -------- | --------------------------------- | ----------------- | ----- |
| <리드머> | 2022년 최고의 한국 힙합 음반 10장 | Honorable mention | [ 6 ] |

## 수상
| 시상식           | 연도 | 부문             | 결과 | 각주  |
| ---------------- | ---- | ---------------- | ---- | ----- |
| 한국 힙합 어워즈 | 2023 | 올해의 힙합 앨범 | 수상 | [ 7 ] |

## 곡 목록
전체 작곡: 그루비룸
| #            | 제목                                                                         | 작사                                          | 작곡                                          | 재생 시간 |
| ------------ | ---------------------------------------------------------------------------- | --------------------------------------------- | --------------------------------------------- | --------- |
| 1.           | 〈Moshpit Only〉 (featuring 폴 블랑코)                                       | 폴 블랑코                                     | 세사미                                        | 2:21      |
| 2.           | 〈Gotta Lotta Shit〉 (featuring 디보, 소코도모, 캐시 뱅)                     | 디보, 소코도모, 캐시 뱅                       | 세사미, 디보, 소코도모, 캐시 뱅               | 2:57      |
| 3.           | 〈Yooooo〉 (featuring 키드 밀리, 소코도모, 폴로다레드)                       | 키드 밀리, 소코도모, 폴로다레드               | 구스범스, 소코도모                            | 3:03      |
| 4.           | 〈A-Team Freestyle〉 (featuring ASAP 앤트, 빌 스택스, 스트릭, 미란이)        | ASAP 앤트, 빌 스택스, 스트릭, 미란이          | ASAP 앤트, 빌 스택스, 스트릭, 미란이          | 3:09      |
| 5.           | 〈Slatty Slut〉 (featuring 식케이)                                           | 식케이                                        | 식케이                                        | 2:01      |
| 6.           | 〈On the Block〉 (featuring 쿠기, 아우릴고트, 릴러말즈)                      | 쿠기, 아우릴고트, 릴러말즈                    |                                               | 3:08      |
| 7.           | 〈Die Hard〉 (featuring 레디, 스월비)                                        | 레디, 스월비, 수이                            | 세사미, 레디, 스월비                          | 2:58      |
| 8.           | 〈Boss〉 (featuring 쎄이, 빅 나티, 구스범스)                                 | 쎄이, 빅 나티                                 | 구스범스, 쎄이, 빅 나티                       | 3:14      |
| 9.           | 〈Back in My Area〉 (featuring GGM 릴 드래곤, 릴 김치, 스크니 브라운, 준 원) | GGM 릴 드래곤, 릴 김치, 스키니 브라운, 김준원 | GGM 릴 드래곤, 릴 김치, 스키니 브라운, 김준원 | 3:35      |
| 총 재생 시간 | 총 재생 시간                                                                 | 총 재생 시간                                  | 총 재생 시간                                  | 26:30     |